# Alexander (Cocktail)

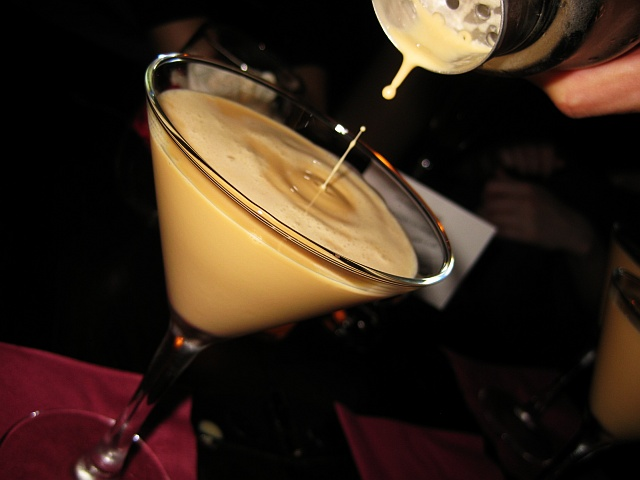
Brandy Alexander beim Abseihen aus einem dreiteiligen Cocktail-Shaker. Statt in einer Cocktailschale wird hier im Martiniglas serviert.

Der Alexander ist ein alkoholischer Sahne-Cocktail und gehört als Digestif zu den After-Dinner-Drinks, also alkoholhaltigen Shortdrinks, die gerne nach dem Essen genossen werden. Verbreitet ist vor allem die auch als Brandy Alexander (seltener Alexander II) bezeichnete Variante mit Brandy statt, wie ursprünglich, Gin.

## Geschichte
Der Cocktail entstand Anfang des 20. Jahrhunderts, eine der frühesten Quellen ist die 1916 vom New Yorker Barkeeper Hugo Ensslin im Selbstverlag herausgegebene Sammlung Recipes for Mixed Drinks:

„Alexander Cocktail: ⅓ El Bart Gin, ⅓ Crême de Cocoa [sic!], ⅓ Sweet Cream. Shake well in a mixing glass with cracked ice, strain, and serve.“

„Alexander Cocktail: ⅓ Gin [Anm.: die Marke El Bart ist seit langem nicht mehr verfügbar], ⅓ Crème de Cacao, ⅓ süße Sahne. In einem Mixglas mit Eisstücken gut schütteln, abseihen und servieren.“

Ein ähnliches Rezept soll sich bereits in einem Buch von 1914 befinden. Der Cocktail verbreitete sich in den 1920er und 1930er Jahren rasch und ist in zahlreichen Rezeptsammlungen dieser Zeit aufgeführt. Zu seinem Erfolg trug bei, dass während der Prohibition in den Vereinigten Staaten (1919–1933) oft nur zusammengepanschter Alkohol minderer Qualität verfügbar war (sogenannter bathtub gin, also in Privathaushalten hausgemachter „Badewannen-Gin“). Sahne und Kakaolikör im Alexander Cocktail erwiesen sich nun als sehr geeignete Zutaten, um den unzulänglichen Geschmack schlechten Gins zu kaschieren.
Die heute wesentlich bekanntere Variante mit Brandy (Weinbrand) bzw. Cognac statt Gin entstand erst später – eine frühe Quelle ist Harry MacElhones Harry's ABC of Mixing Cocktails (1922) – und fand zunächst in Europa Verbreitung.

## Zubereitung
Traditionell besteht der Alexander aus gleichen Anteilen (z. B. je 2–3 cl) Gin oder Brandy, Crème de Cacao (Kakaolikör) und süßer Sahne, wobei zusammen mit Gin bevorzugt weißer (klarer) Kakaolikör, mit Brandy gern brauner verwendet wird, wie in der Rezeptur der International Bartenders Association, die den Cocktail auf ihrer Liste der Official IBA Cocktails führt. In modernen Barbüchern werden die Mengenverhältnisse häufig variiert, so empfiehlt das Mixbuch Cocktailian zwei Teile Brandy und je einen Teil Crème de Cacao (braun) und Sahne und Charles Schumann 3 cl Gin oder Brandy, 2 cl Crème de Cacao und 4 cl Sahne. In jedem Fall werden die flüssigen Zutaten auf Eis im Shaker geschüttelt und sodann ohne Eis („straight up“) in eine möglichst vorgekühlte Cocktailschale abgeseiht. Zum Schluss reibt man etwas frische Muskatnuss darüber.
In weiteren Varianten wird die Basisspirituose ersetzt (z. B. gereifter Rum statt Brandy) oder anstelle von Crème de Cacao ein sahniger Schokoladenlikör verwendet.